# Maria Teresa Horta

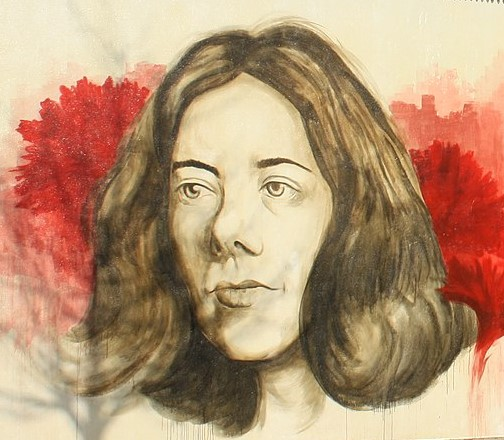
Maria Teresa Horta

Maria Teresa de Mascarenhas Horta Barros (* 20. Mai 1937 in Lissabon; † 4. Februar 2025 ebenda) war eine portugiesische Feministin, Schriftstellerin, Journalistin, Drehbuchautorin, Dramatikerin.
Sie gilt als eine der wichtigsten Feministinnen Portugals im 20. Jahrhundert. Als Mitautorin des Buches Neue portugiesische Briefe setzte sie beim Thema Feminismus neue Akzente, die in Portugal und weltweit große Beachtung fanden und finden.
Sie wurde 2024 von der BBC zu einer der 100 einflussreichsten Frauen der Welt gewählt.

## Leben und Wirken
Maria Teresa Horta wurde in Lissabon geboren und hatte mütterlicherseits adlige Wurzeln, die bis zu den Familien der Marques de Fronteira und der Marques de Alorna reichen. Schon als Kind las und schrieb sie viel. Sie besuchte das Lyceum Leonora de Lancastre und studierte in Lissabon an der Philosophischen Fakultät Literaturwissenschaften. Später war sie als Journalistin bei verschiedenen Zeitungen und Zeitschriften tätig.
Horta war führend an der portugiesischen Filmclubbewegung beteiligt, außerdem Leiterin des ABC-Cineclub und Teil der Gruppe Poesia 61. Eine Biographie über sie erschien 2024.
Sie war verheiratet mit dem Journalisten Luis de Barros und hatte einen Sohn. 2012 weigerte sie sich, einen Preis aus der Hand von Premierminister Pedro Passos Coelho anzunehmen, dessen unsoziale Politik sie damit aufzeigen wollte.
Die BBC wählte sie für das Jahr 2024 zu einer der 100 wichtigsten weiblichen Persönlichkeiten weltweit.
Maria Teresa Horta lebte in Lissabon. Sie starb am 4. Februar 2025 im Alter von 87 Jahren in einem Krankenhaus in Lissabon, wie ihr Verlag bekannt gab.

## Repression durch den Estado Novo
Viele ihrer Aktivitäten als feministische Autorin fanden in der Zeit des Estado Novo (1926 bis 1974) statt. So wurde sie einmal brutal auf offener Straße von Anhängern des Regimes zusammengeschlagen.
Der portugiesische Geheimdienst Pide führte seit 1967 eine Akte über sie.
1971 erschien der Gedichtband Minha Senhora de Mim, der verboten und beschlagnahmt wurde, sie wurde erstmals verhaftet und schwer gefoltert. Das Buch hatte erotischen Inhalt und zeigte ein anderes Bild der Frau als das der nur Liebenden. In dem Buch übernimmt die Frau die Macht. Horta wurde vom Regime vorgeworfen, sie habe die Moralvorstellungen der Nation verletzt.
Nur ein Jahr später erschien Novas cartas portugueses („Neue portugiesische Briefe“), das ebenfalls beschlagnahmt und verboten wurde. Alle drei Autorinnen, die beiden anderen sind Maria Isabel Barreno und Maria Velho da Costa, „die drei Marias“, wie sie auch genannt wurden, wurden verhaftet und schwer gefoltert. Das Buch hatte in Reflexionen, Essays, Gedichten und Briefen ein neues Bild südeuropäischer Frauen gezeigt, die sich nicht mehr unterdrücken lassen wollten und mutig gegen die Militärdiktatur anschrieben. Neben Fragen der selbstbestimmten weiblichen Sexualität und Körperlichkeit wurden auch Selbstbewusstsein und das Selbstverständnis als Frau angesprochen. Daneben enthielt es viel Kritik am armen und rückständigen Portugal, vor allem an den sozialen und wirtschaftlichen Verhältnissen. Das Buch feierte weltweit Erfolge und machte die drei Frauen über Nacht bekannt.

## Hortas literarisches Schaffen
Ihr Debüt als Autorin hatte sie 1960. Über ihre Vorfahrin, die Marquessa de Alorna, die als Dichterin tätig war und dabei den Namen Alcipe trug, schrieb sie einen biographischen Roman. Insgesamt sind mehr als 40 Bücher, hauptsächlich Lyrik, von ihr erschienen, die ins Englische, Französische und Deutsche übersetzt wurden. Auch war sie Autorin von zwei Drehbüchern von Kurzfilmen. Über sie und ihre Poesie erschien 2023 auf Deutsch das Buch Der Körper in der Poesie von Maria Teresa Horta.

## Preise und Auszeichnungen (Auswahl)
- 2004 erhielt sie den Orden Infante Dom Henrique im Rang eines Großoffiziers
- Literaturpreis Prémio Máxima Vida Literária, 2010
- Literaturpreis Prémio Dom Dinis, 2011
- Auszeichnung mit der Verdienstmedaille Medalha de Mérito Cultural durch das portugiesische Kulturministerium, 2020[2]
- Literaturpreis Prémio Literário Casino da Póvoa, 2021
- 2022 wurde ihr der Orden der Freiheit im Rang eines Großoffiziers verliehen[3]

## Werk
- Espelho Inicial (1960) (Lyrik)
- Tatuagem (1961)
- Cidadelas Submersas (1961)
- Verão Coincidente (1962)
- Amor Habitado (1963)
- Candelabro (1964)
- Jardim de Inverno (1966)
- Cronista Não é Recado (1967)
- Minha Senhora de Mim (1967) (Lyrik)
- Ambas as Mãos sobre o Corpo (1970)
- Novas Cartas Portuguesas (1971) (Koautorin)
- Ana (1974)
- Poesia Completa I e II(1983)
- Os Anjos (1983)
- O Transfer (1984)
- Ema (1984)
- Minha Mãe, Meu Amor (1984)
- Rosa Sangrenta (1987)
- Antologia Política (1994)
- A Paixão Segundo Constança H. (1994)
- O Destino (1997)
- A Mãe na Literatura Portuguesa (1999)
- As Luzes de Leonor (2011)